# Orhon (reka)
Reka Orhon (/ˈɔːrkɒn/ OR-kon)[ɔ́rχɞɴ‿ɢ̊ɜɬ]; stara kitajščina: 安侯水 *arhoushui (Večina učenjakov meni, da gre za reko Orkhon, vendar se nekateri s tem ne strinjajo)}} je najdaljša reka v Mongoliji.
Ob rečni dolini sta dve skupini starodavnih ruševin: Khar Balgas, starodavna prestolnica Ujgurskega kraljestva, in Karakorum, starodavna prestolnica Mongolskega cesarstva. Pjotr Kuzmič Kozlov je na območju rečne doline izkopal več grobnic cesarjev Hunsunov.
Med ribami v reki Orhon so ščuka, krap, ostriž, tajmen in som.

## Potek
Izvira v gorovju Hangaj v soteski Cenkher v ajmaku (provinci) Arhangaj ob vznožju gore Suvraga Khairkhan. Od tam prečka mejo v provinco Övörkhangai in sledi zgornji dolini Orhon v vzhodni smeri, dokler ne doseže Harhorina. Na tem odseku, zelo blizu Orhona, se reka Ulaan Cutgalan ponaša s slapom, širokim deset metrov in visokim dvajset metrov, ki je priljubljena turistična destinacija.
Iz Harhorina teče proti severu, dokler ne doseže province Bulgan, nato pa proti severovzhodu, da se združi z reko Selenge poleg mesta Sukhbaatar v provinci Selenge, blizu ruske meje. Selenge nato teče naprej proti severu v Rusijo in Bajkalsko jezero.
Orhon je z dolžino 1124 km daljša od Selenge, zaradi česar je najdaljša reka v Mongoliji.

## Pritoki
Najpomembnejši pritok reke Orhon je Tuul, ki pokriva jugovzhodno porečje okoli Ulan Batorja. Čeprav je pri ustju bistveno manjša od reke Orhon, jo po dolžini presega. Čeprav dolžina 819 km zagotovo ne vključuje vseh njenih meandrov, je rečni sistem Orhon, vključno z reko Tuul, ki se vanj izliva 340 km gorvodno, dolg približno 1160 km.
- Sarin (Сарин гол)
- Čoid Tamir (Hojd Tamir gol)
- Tamir (Tamiryn gol)
- Tuul (Tuul gol)
- Čaraa (Haraa gol)
- Šarin (Žaryn gol)
- Jero (Ero gol)
- Eröö (Эрөө гол)

## Hidrografija, hidrologija in tok ledu
Porečje reke Orhon je veliko približno 132.835 km2. To območje je bilo mitološko in upravno jedro turških ljudstev notranje Azije, danes pa je gospodarsko jedro Mongolije, kar se odraža tudi v onesnaženosti z odpadno vodo.
V začetku novembra se na Orhonu tvori led, ki postopoma popolnoma zamrzne. Med odtajanjem, običajno od sredine maja naprej, se pojavijo hude poplave. To povzroči izjemno spremenljive povprečne mesečne pretoke: povprečni pretok v juliju ob ustju je 80- do 90-krat večji od povprečne februarske vrednosti. Z vodnim pretokom 96,0 m3/s je reka Orhon le nekoliko manjša od Selenge ob ustju blizu Sukhbaatarja.

## Kulturna zgodovina
Dolina je malo raziskana in zavita v mitologijo; tukaj so se naselili Huni, Ujguri in Mongoli, tukaj pa so bili pokopani tudi starodavni turški plemenski poglavarji.
1220 km2 veliko območje doline Orhon je bilo leta 1994 dodano na seznam svetovne dediščine UNESCO pod oznako "Kulturna krajina doline Orhon". Desetletni načrt upravljanja za zaščito in razvoj regije je bil razvit s podporo Nemške fundacije za svetovno dediščino.
Najpomembnejša zgodovinska najdišča ob reki Orhon so naslednja:
- Za turkologe so bregovi reke Orhon izjemnega pomena, saj vsebujejo kraljeve kronološke zapise prvih turških imperijev, ki segajo v 8. stoletje v obliki napisov na več spominskih kamnih, napisanih v staroturški pisavi. Drugi turški kaganat je propadel leta 744, sledil pa je vzpon Ujgurskega kaganata.
- Ruševine Khar Balgasa (tudi Karabalgasun ali Karabalgas),[7] prestolnice Ujgurov v 8. stoletju, s sledmi palače in templjev, samostanov, trgovskih hiš (itd.), blatnega mesta z več kot 10.000 prebivalci in zgodnjega središča trgovine na Svilni cesti.[8]
- Ruševine prestolnice Mongolskega cesarstva, Karakoruma, ki jo je leta 1235 zgradil Džingiskan blizu današnjega Harhorina, z veličastno palačo in tlakovanimi ulicami,[9]
- Samostan Erdene Zuu blizu Karakoruma, ustanovljen leta 1586 kot prvi budistični samostan v Mongoliji, in
- Ermitaža Tovkhön Khiid, ki je na gori blizu zgornjega toka reke Orhon.

Poleg tega je ob reki Orhon veliko še starejših grobišč, od katerih nekatera pripisujejo Hunom, nekatera pa so bistveno starejšega izvora.

## Uporaba
Leta 2014 je bilo iz reke odvzetih skoraj 40 milijonov m3 vode za gospodinjstva, živino, obdelovalne površine in industrijsko uporabo.